# Danh sách huấn luyện viên vô địch Cúp FA
Đây là danh sách các huấn luyện viên vô địch cúp FA.
Arsène Wenger giành chức vô địch 7 lần cùng với Arsenal. George Ramsay vô địch 6 lần khi làm huấn luyện viên của Aston Villa. Ngoài ra có hai huấn luyện viên khác có 5 lần giành chức vô địch.
James Fielding dẫn dắt Blackburn Rovers vô địch 3 mùa liên tiếp vào các năm 1884, 1885 và 1886.
Có 17 người giành chức vô địch với tư cách vừa là cầu thủ, vừa là huấn luyện viên: John Cameron khi là cầu thủ-huấn luyện viên năm 1901, Peter McWilliam, Billy Walker, Jimmy Seed, Matt Busby, Stan Seymour, Joe Smith, Bill Shankly, Joe Mercer, Don Revie, Bob Stokoe, Kenny Dalglish, Bobby Gould, Terry Venables, George Graham, Gianluca Vialli và Roberto Di Matteo. Cameron và Dalglish là hai người duy nhất dẫn dắt câu lạc bộ đến chức vô địch với tư cách cầu thủ-huấn luyện viên lần lượt vào các năm 1901 và 1986.
Có hai huấn luyện viên giành chức vô địch cùng 2 đội bóng: Billy Walker với Sheffield Wednesday năm 1935 và Nottingham Forest năm 1959 và Herbert Chapman với Huddersfield Town năm 1922 và Arsenal 1930.

## Huấn luyện viên vô địch

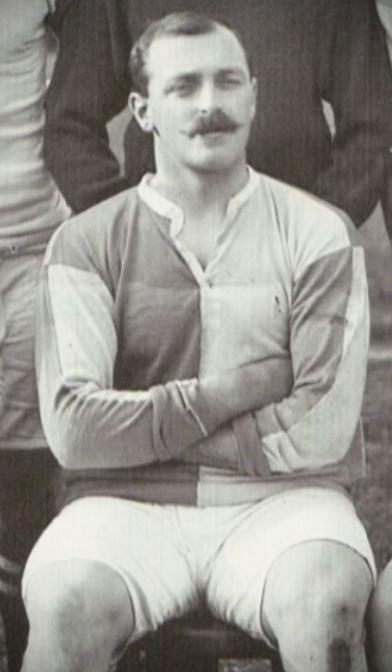
Bob Crompton, huấn luyện viên vô địch năm 1928

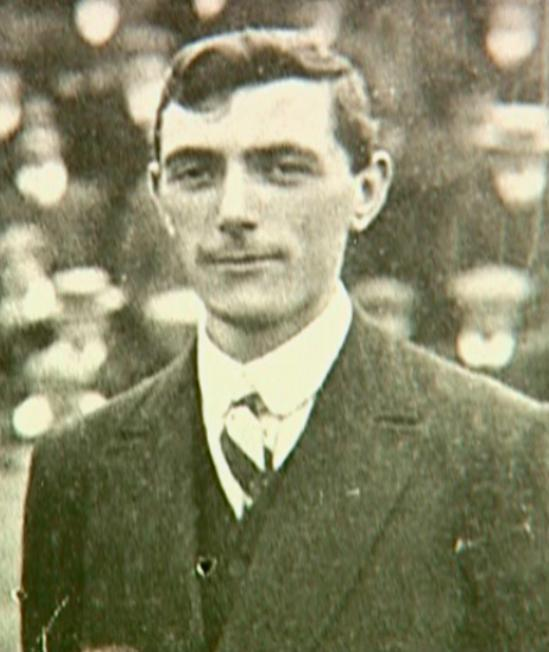
Fred Everiss, thư ký-huấn luyện viên vô địch năm 1931

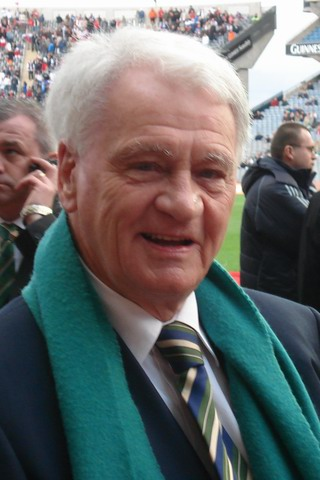
Bobby Robson, huấn luyện viên vô địch năm 1978

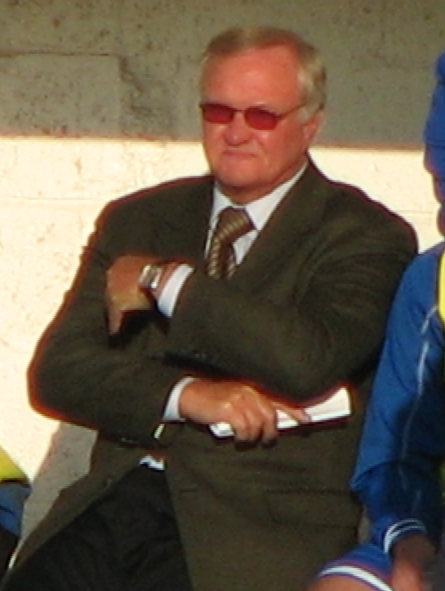
Ron Atkinson, huấn luyện viên vô địch năm 1983 và 1985

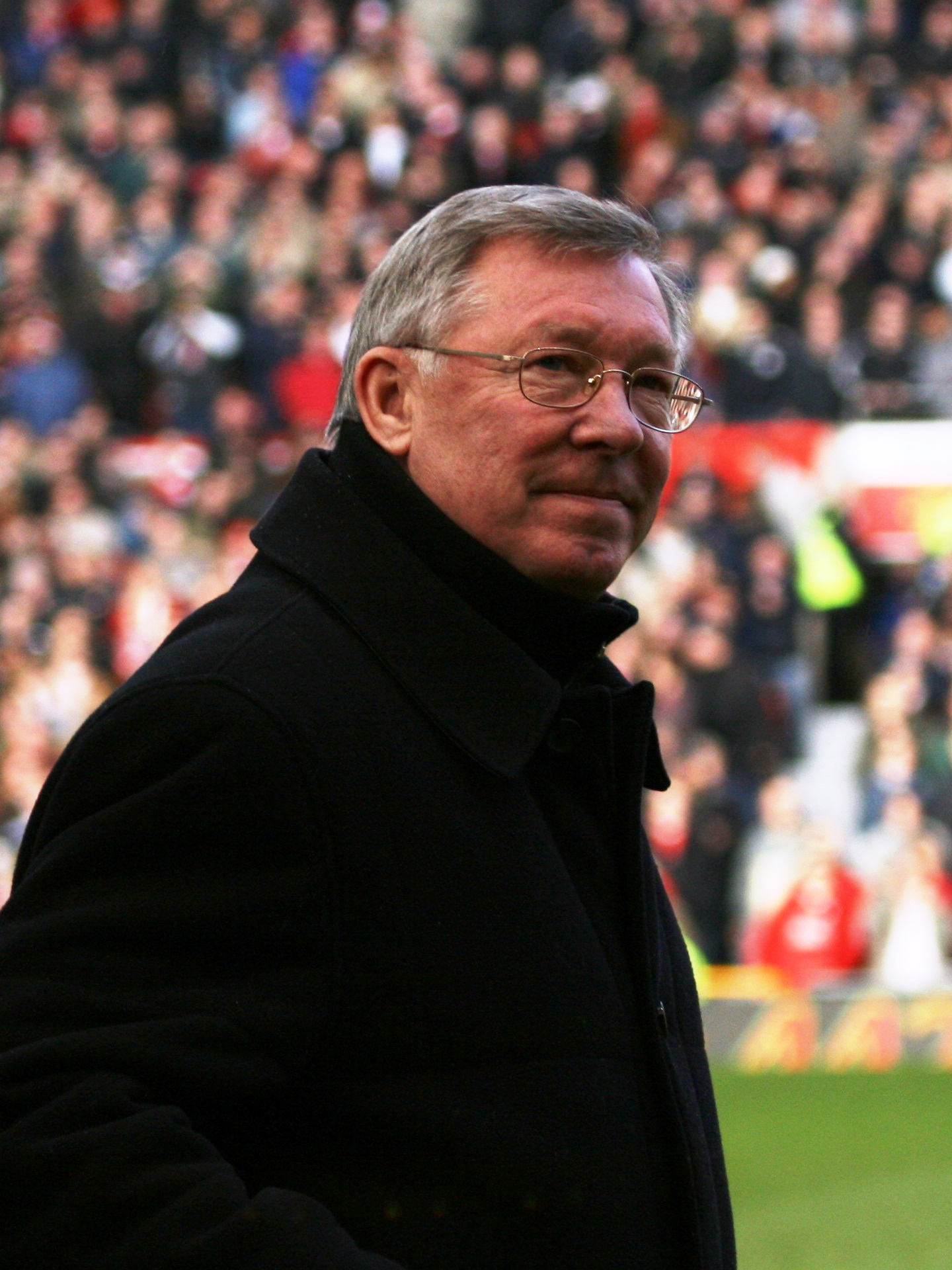
Alex Ferguson, huấn luyện viên vô địch năm 1990, 1994, 1996, 1999 và 2004

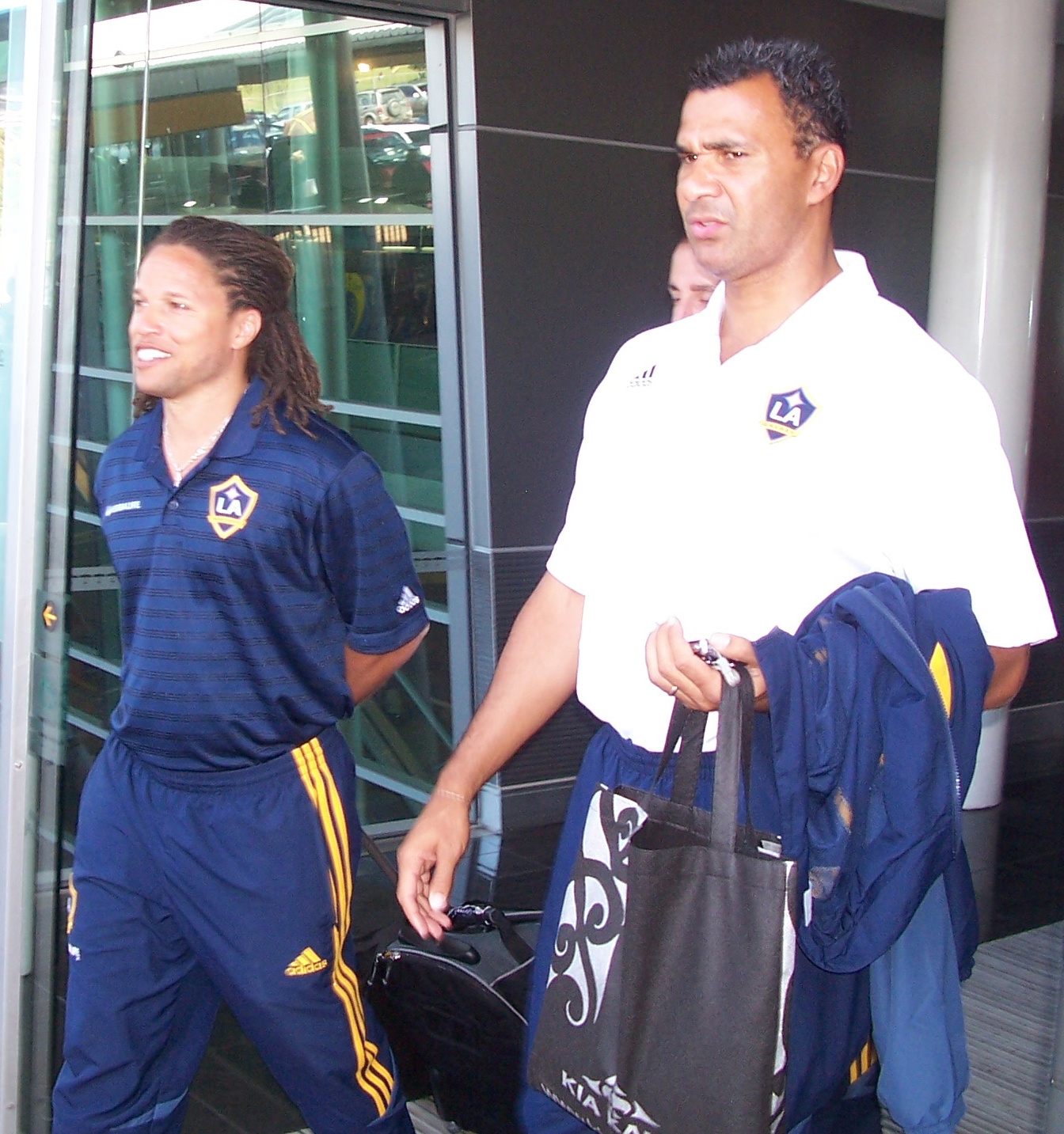
Ruud Gullit, huấn luyện viên vô địch năm 1997

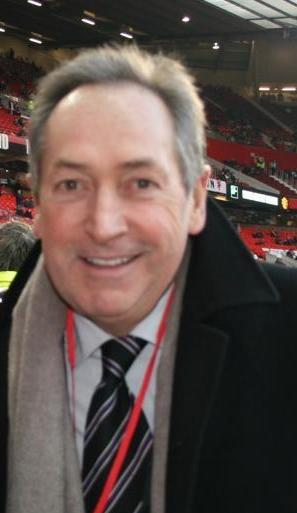
Gérard Houllier, huấn luyện viên vô địch năm 2001

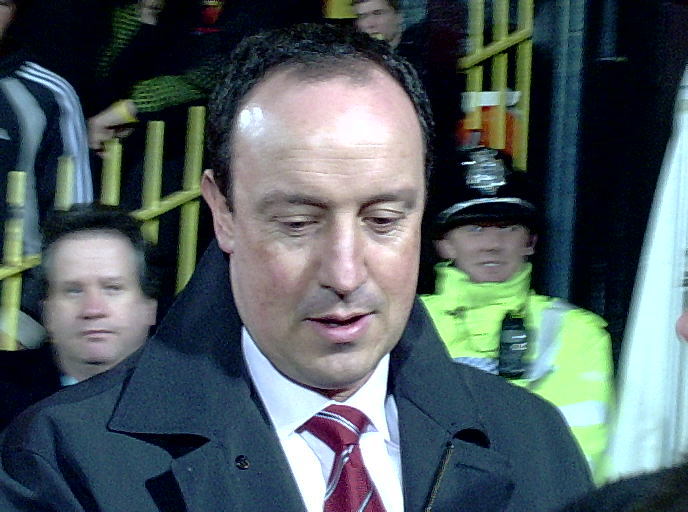
Rafael Benítez, huấn luyện viên vô địch năm 2006

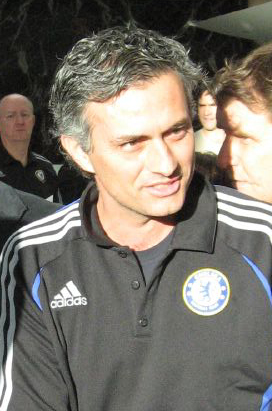
José Mourinho, huấn luyện viên vô địch năm 2007

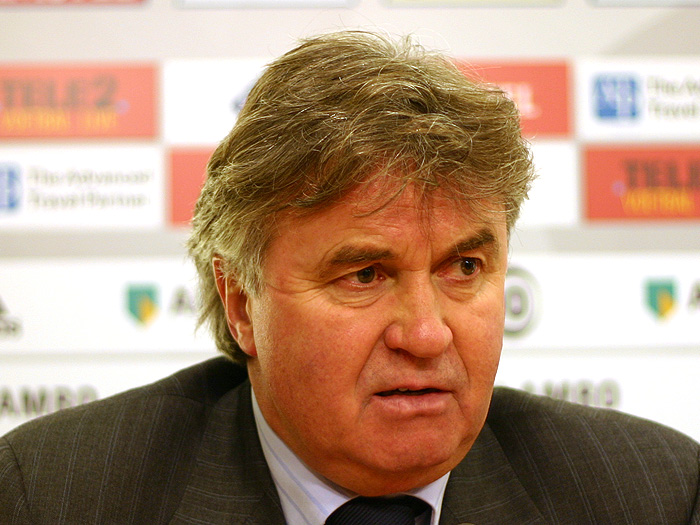
Guus Hiddink, huấn luyện viên vô địch năm 2009

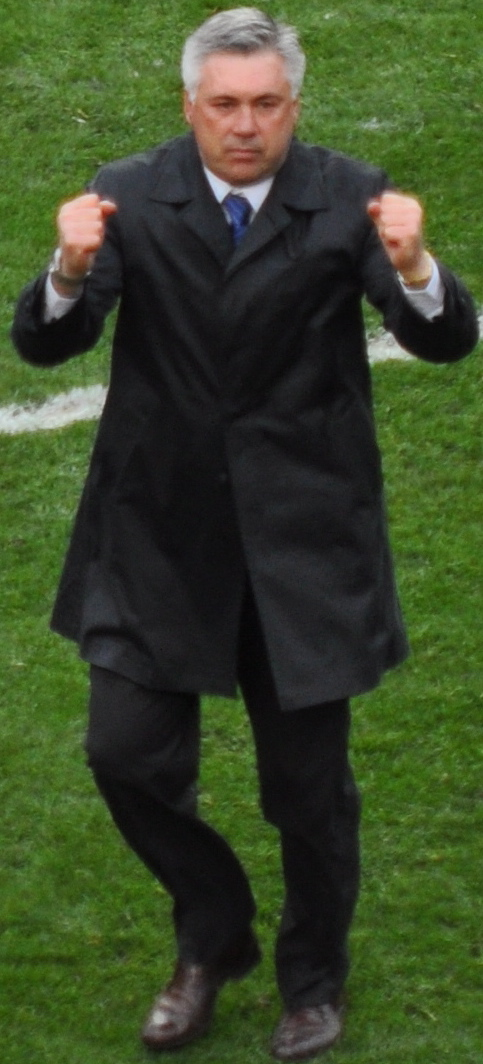
Carlo Ancelotti, huấn luyện viên vô địch năm 2010

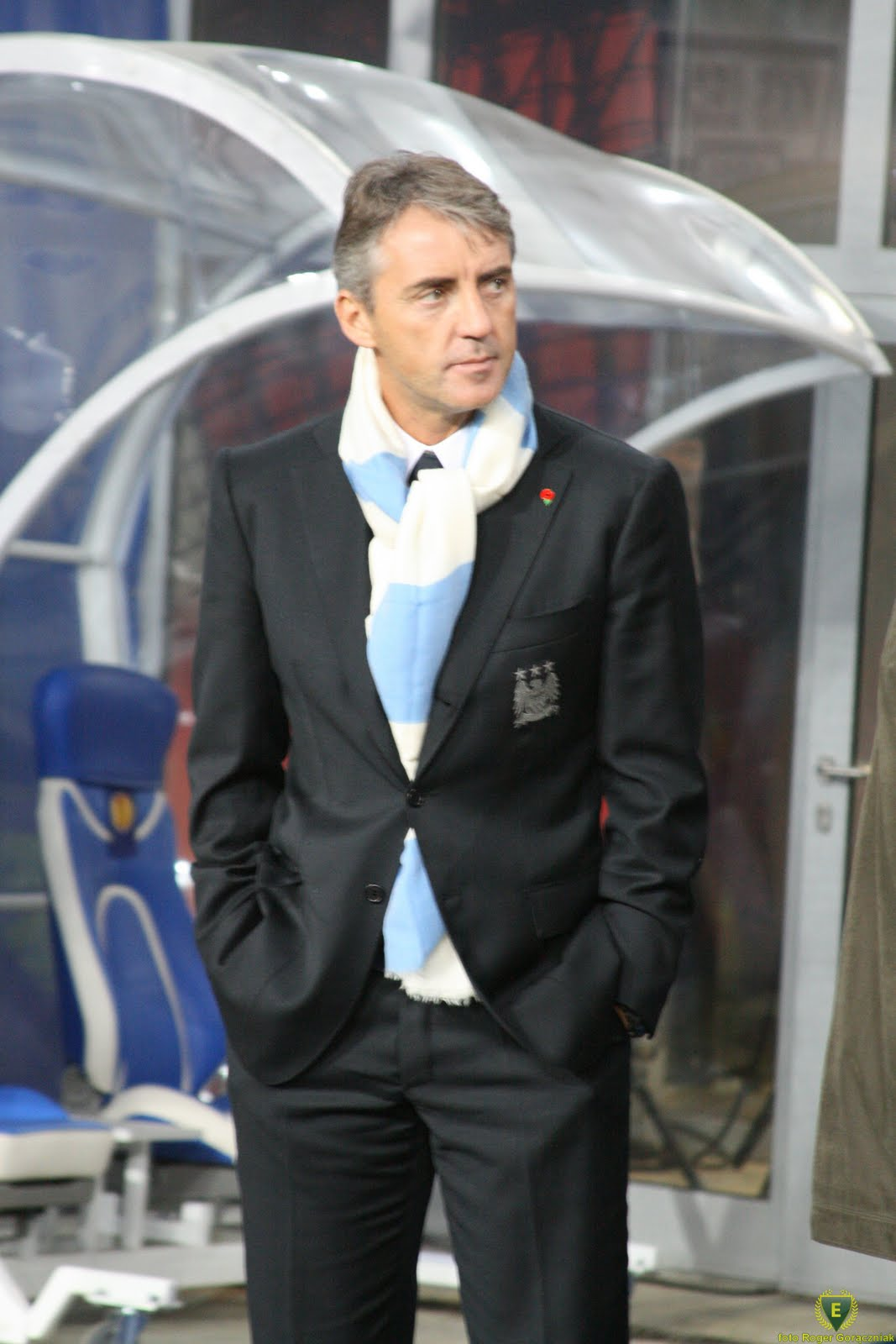
Roberto Mancini, huấn luyện viên vô địch năm 2011

| Năm chung kết | Huấn luyện viên    | Quốc tịch   | Câu lạc bộ              | Ref   |
| ------------- | ------------------ | ----------- | ----------------------- | ----- |
| 1872          | C. W. Alcock       | Anh         | Wanderers               |       |
| 1873          | C. W. Alcock       | Anh         | Wanderers               |       |
| 1874          |                    |             | Oxford University       |       |
| 1875          |                    |             | Royal Engineers         |       |
| 1876          | Jarvis Kenrick     | Anh         | Wanderers               |       |
| 1877          | Jarvis Kenrick     | Anh         | Wanderers               |       |
| 1878          | Jarvis Kenrick     | Anh         | Wanderers               |       |
| 1879          |                    |             | Old Etonians            |       |
| 1880          |                    |             | Clapham Rovers          |       |
| 1881          |                    |             | Old Carthusians         |       |
| 1882          |                    |             | Old Etonians            |       |
| 1883          | Jack Hunter        | Anh         | Blackburn Olympic       |       |
| 1884          | James Fielding     |             | Blackburn Rovers        | [ 1 ] |
| 1885          | James Fielding     |             | Blackburn Rovers        | [ 1 ] |
| 1886          | James Fielding     |             | Blackburn Rovers        | [ 1 ] |
| 1887          | George Ramsay      | Scotland    | Aston Villa             |       |
| 1888          | Louis Ford         | Anh         | West Bromwich Albion    |       |
| 1889          | William Sudell     | Anh         | Preston North End       |       |
| 1890          | Thomas Mitchell    | Scotland    | Blackburn Rovers        |       |
| 1891          | Thomas Mitchell    | Scotland    | Blackburn Rovers        |       |
| 1892          | Louis Ford         | Anh         | West Bromwich Albion    |       |
| 1893          | Jack Addenbrooke   | Anh         | Wolverhampton Wanderers |       |
| 1894          | Tom Harris         | Anh         | Notts County            |       |
| 1895          | George Ramsay      | Scotland    | Aston Villa             |       |
| 1896          | Arthur Dickinson   | Anh         | The Wednesday           |       |
| 1897          | George Ramsay      | Scotland    | Aston Villa             |       |
| 1898          | Harry Haslam       | Anh         | Nottingham Forest       |       |
| 1899          | John Nicholson     | Anh         | Sheffield United        |       |
| 1900          | H Hamer            | Anh         | Bury                    |       |
| 1901          | John Cameron       | Scotland    | Tottenham Hotspur       |       |
| 1902          | John Nicholson     | Anh         | Sheffield United        |       |
| 1903          | H Hamer            | Anh         | Bury                    |       |
| 1904          | Tom Maley          | Scotland    | Manchester City         |       |
| 1905          | George Ramsay      | Scotland    | Aston Villa             |       |
| 1906          | Will Cuff          | Anh         | Everton                 |       |
| 1907          | Arthur Dickinson   | Anh         | The Wednesday           |       |
| 1908          | Jack Addenbrooke   | Anh         | Wolverhampton Wanderers |       |
| 1909          | Ernest Mangnall    | Anh         | Manchester United       |       |
| 1910          | Frank Watt         | Scotland    | Newcastle United        |       |
| 1911          | Peter O'Rourke     | Scotland    | Bradford City           |       |
| 1912          | Arthur Fairclough  | Anh         | Barnsley                |       |
| 1913          | George Ramsay      | Scotland    | Aston Villa             |       |
| 1914          | John Haworth       | Anh         | Burnley                 |       |
| 1915          | John Nicholson     | Anh         | Sheffield United        |       |
| 1920          | George Ramsay      | Scotland    | Aston Villa             |       |
| 1921          | Peter McWilliam    | Scotland    | Tottenham Hotspur       |       |
| 1922          | Herbert Chapman    | Anh         | Huddersfield Town       |       |
| 1923          | Charles Foweraker  | Anh         | Bolton Wanderers        |       |
| 1924          | Frank Watt         | Scotland    | Newcastle United        |       |
| 1925          | John Nicholson     | Anh         | Sheffield United        |       |
| 1926          | Charles Foweraker  | Anh         | Bolton Wanderers        |       |
| 1927          | Fred Stewart       | Anh         | Cardiff City            |       |
| 1928          | Bob Crompton       | Anh         | Blackburn Rovers        |       |
| 1929          | Charles Foweraker  | Anh         | Bolton Wanderers        |       |
| 1930          | Herbert Chapman    | Anh         | Arsenal                 |       |
| 1931          | Fred Everiss       | Anh         | West Bromwich Albion    |       |
| 1932          | Andy Cunningham    | Scotland    | Newcastle United        |       |
| 1933          | Thomas H. McIntosh | Anh         | Everton                 |       |
| 1934          | Wilf Wild          | Anh         | Manchester City         |       |
| 1935          | Billy Walker       | Anh         | Sheffield Wednesday     |       |
| 1936          | George Allison     | Anh         | Arsenal                 |       |
| 1937          | Johnny Cochrane    | Scotland    | Sunderland              |       |
| 1938          | James Taylor       | Anh         | Preston North End       |       |
| 1939          | Jack Tinn          | Anh         | Portsmouth              |       |
| 1946          | Stuart McMillan    | Anh         | Derby County            |       |
| 1947          | Jimmy Seed         | Anh         | Charlton Athletic       |       |
| 1948          | Matt Busby         | Scotland    | Manchester United       |       |
| 1949          | Stan Cullis        | Anh         | Wolverhampton Wanderers |       |
| 1950          | Tom Whittaker      | Anh         | Arsenal                 |       |
| 1951          | Stan Seymour       | Anh         | Newcastle United        |       |
| 1952          | Stan Seymour       | Anh         | Newcastle United        |       |
| 1953          | Joe Smith          | Anh         | Blackpool               |       |
| 1954          | Vic Buckingham     | Anh         | West Bromwich Albion    |       |
| 1955          | Doug Livingstone   | Scotland    | Newcastle United        |       |
| 1956          | Les McDowall       | Scotland    | Manchester City         |       |
| 1957          | Eric Houghton      | Anh         | Aston Villa             |       |
| 1958          | Bill Ridding       | Anh         | Bolton Wanderers        |       |
| 1959          | Billy Walker       | Anh         | Nottingham Forest       |       |
| 1960          | Stan Cullis        | Anh         | Wolverhampton Wanderers |       |
| 1961          | Bill Nicholson     | Anh         | Tottenham Hotspur       |       |
| 1962          | Bill Nicholson     | Anh         | Tottenham Hotspur       |       |
| 1963          | Matt Busby         | Scotland    | Manchester United       |       |
| 1964          | Ron Greenwood      | Anh         | West Ham United         |       |
| 1965          | Bill Shankly       | Scotland    | Liverpool               |       |
| 1966          | Harry Catterick    | Anh         | Everton                 |       |
| 1967          | Bill Nicholson     | Anh         | Tottenham Hotspur       |       |
| 1968          | Alan Ashman        | Anh         | West Bromwich Albion    |       |
| 1969          | Joe Mercer         | Anh         | Manchester City         |       |
| 1970          | Dave Sexton        | Anh         | Chelsea                 |       |
| 1971          | Bertie Mee         | Anh         | Arsenal                 |       |
| 1972          | Don Revie          | Anh         | Leeds United            |       |
| 1973          | Bob Stokoe         | Anh         | Sunderland              |       |
| 1974          | Bill Shankly       | Scotland    | Liverpool               |       |
| 1975          | John Lyall         | Anh         | West Ham United         |       |
| 1976          | Lawrie McMenemy    | Anh         | Southampton             |       |
| 1977          | Tommy Docherty     | Scotland    | Manchester United       |       |
| 1978          | Bobby Robson       | Anh         | Ipswich Town            |       |
| 1979          | Terry Neill        | Bắc Ireland | Arsenal                 |       |
| 1980          | John Lyall         | Anh         | West Ham United         |       |
| 1981          | Keith Burkinshaw   | Anh         | Tottenham Hotspur       |       |
| 1982          | Keith Burkinshaw   | Anh         | Tottenham Hotspur       |       |
| 1983          | Ron Atkinson       | Anh         | Manchester United       |       |
| 1984          | Howard Kendall     | Anh         | Everton                 |       |
| 1985          | Ron Atkinson       | Anh         | Manchester United       |       |
| 1986          | Kenny Dalglish     | Scotland    | Liverpool               | [ 2 ] |
| 1987          | John Sillett       | Anh         | Coventry City           |       |
| 1988          | Bobby Gould        | Anh         | Wimbledon               |       |
| 1989          | Kenny Dalglish     | Scotland    | Liverpool               | [ 2 ] |
| 1990          | Alex Ferguson      | Scotland    | Manchester United       | [ 3 ] |
| 1991          | Terry Venables     | Anh         | Tottenham Hotspur       |       |
| 1992          | Graeme Souness     | Scotland    | Liverpool               | [ 4 ] |
| 1993          | George Graham      | Scotland    | Arsenal                 |       |
| 1994          | Alex Ferguson      | Scotland    | Manchester United       | [ 3 ] |
| 1995          | Joe Royle          | Anh         | Everton                 |       |
| 1996          | Alex Ferguson      | Scotland    | Manchester United       | [ 3 ] |
| 1997          | Ruud Gullit        | Hà Lan      | Chelsea                 |       |
| 1998          | Arsène Wenger      | Pháp        | Arsenal                 | [ 5 ] |
| 1999          | Alex Ferguson      | Scotland    | Manchester United       | [ 3 ] |
| 2000          | Gianluca Vialli    | Ý           | Chelsea                 |       |
| 2001          | Gérard Houllier    | Pháp        | Liverpool               | [ 6 ] |
| 2002          | Arsène Wenger      | Pháp        | Arsenal                 | [ 5 ] |
| 2003          | Arsène Wenger      | Pháp        | Arsenal                 | [ 5 ] |
| 2004          | Alex Ferguson      | Scotland    | Manchester United       | [ 3 ] |
| 2005          | Arsène Wenger      | Pháp        | Arsenal                 | [ 5 ] |
| 2006          | Rafael Benítez     | Tây Ban Nha | Liverpool               | [ 7 ] |
| 2007          | José Mourinho      | Bồ Đào Nha  | Chelsea                 |       |
| 2008          | Harry Redknapp     | Anh         | Portsmouth              |       |
| 2009          | Guus Hiddink       | Hà Lan      | Chelsea                 |       |
| 2010          | Carlo Ancelotti    | Ý           | Chelsea                 |       |
| 2011          | Roberto Mancini    | Ý           | Manchester City         |       |
| 2012          | Roberto Di Matteo  | Ý           | Chelsea                 |       |
| 2013          | Roberto Martínez   | Tây Ban Nha | Wigan Athletic          |       |
| 2014          | Arsène Wenger      | Pháp        | Arsenal                 | [ 5 ] |
| 2015          | Arsène Wenger      | Pháp        | Arsenal                 | [ 5 ] |
| 2016          | Louis van Gaal     | Hà Lan      | Manchester United       |       |
| 2017          | Arsène Wenger      | Pháp        | Arsenal                 |       |

### Theo cá nhân
| Thứ hạng | Tên               | Số lần vô địch | Câu lạc bộ                             | Năm vô địch                              |
| -------- | ----------------- | -------------- | -------------------------------------- | ---------------------------------------- |
| 1        | Arsène Wenger     | 7              | Arsenal                                | 1998, 2002, 2003, 2005, 2014, 2015, 2017 |
| 2        | George Ramsay     | 6              | Aston Villa                            | 1887, 1895, 1897, 1905, 1913, 1920       |
| 3        | Alex Ferguson     | 5              | Manchester United                      | 1990, 1994, 1996, 1999, 2004             |
| 4        | John Nicholson    | 4              | Sheffield United                       | 1899, 1902, 1915, 1925                   |
| 5        | James Fielding    | 3              | Blackburn Rovers                       | 1884, 1885, 1886                         |
| =        | Charles Foweraker | 3              | Bolton Wanderers                       | 1923, 1926, 1929                         |
| =        | Bill Nicholson    | 3              | Tottenham Hotspur                      | 1961, 1962, 1967                         |
| 6        | Thomas Mitchell   | 2              | Blackburn Rovers                       | 1890, 1891                               |
| =        | Jack Addenbrooke  | 2              | Wolverhampton Wanderers                | 1893, 1908                               |
| =        | Arthur Dickinson  | 2              | The Wednesday                          | 1896, 1907                               |
| =        | H. Hamer          | 2              | Bury                                   | 1900, 1903                               |
| =        | Frank Watt        | 2              | Newcastle United                       | 1910, 1924                               |
| =        | Herbert Chapman   | 2              | Huddersfield Town, Arsenal             | 1922, 1930                               |
| =        | Billy Walker      | 2              | Sheffield Wednesday, Nottingham Forest | 1935, 1959                               |
| =        | Matt Busby        | 2              | Manchester United                      | 1948, 1963                               |
| =        | Stan Cullis       | 2              | Wolverhampton Wanderers                | 1949, 1960                               |
| =        | Bill Shankly      | 2              | Liverpool                              | 1965, 1974                               |
| =        | John Lyall        | 2              | West Ham United                        | 1975, 1980                               |
| =        | Keith Burkinshaw  | 2              | Tottenham Hotspur                      | 1981, 1982                               |
| =        | Ron Atkinson      | 2              | Manchester United                      | 1983, 1985                               |
| =        | Kenny Dalglish    | 2              | Liverpool                              | 1986, 1989                               |

### Theo quốc gia
| Quốc gia    | Số huấn luyện viên | Tổng |
| ----------- | ------------------ | ---- |
| Anh         | 50                 | 76   |
| Scotland    | 17                 | 35   |
| Pháp        | 2                  | 8    |
| Ý           | 4                  | 4    |
| Hà Lan      | 3                  | 3    |
| Tây Ban Nha | 2                  | 2    |
| Bắc Ireland | 1                  | 1    |
| Bồ Đào Nha  | 1                  | 1    |